# اد لی (سیاستمدار)
ادوین ماه لی (انگلیسی: Edwin Mah Lee؛ زادهٔ ۵ مهٔ ۱۹۵۲ - درگذشته ۱۲ دسامبر ۲۰۱۷) سیاست‌مدار اهل ایالات متحده آمریکا و چهل و سومین شهردار سان فرانسیسکو بود. وی در سال ۱۹۵۲ در حومهٔ سیاتل به دنیا آمد. پدر و مادرش اصالتاً اهل استان گوانگ‌دونگ در چین بودند. اد لی نخستین شهردار چینی، آمریکایی شهر سان فرانسیسکو بود.